# Salawati
Salawati és una de les quatre illes principals de les Illes Raja Ampat a la província de Papua occidental, anteriorment dita Irian Jaya), Indonèsia. La seva superfície és de 1.623 km². Salawati està separat de Nova Guinea per l'Estret de Sele (o Estret de Galowa, o Estret Revenges), i de Batanta per l'Estret de Pitt Strait (o Estret Sagewin).
Les altres illes principals de l'arxipèlag són Misool, Batanta i Waigeo.